# الملعب البلدي بوعلي لحوار
الملعب البلدي بوعلي لحوار بحمام سوسة هو ملعب كرة قدم يقع في مدينة حمام سوسة بالجمهورية التونسية، يحتوي على 6500 مقعداً.
ويستخدم هذا الملعب من طرف الأمل الرياضي بحمام سوسة الذي ينشط في  الرابطة التونسية المحترفة الأولى لكرة القدم.

## وصلات خارجية
- صفحة الملعب البلدي بوعلي لحوار على موقع كوووة.